# Titan (ordinateur)
Pour les articles homonymes, voir Titan.
Ne doit pas être confondu avec Titan (supercalculateur).

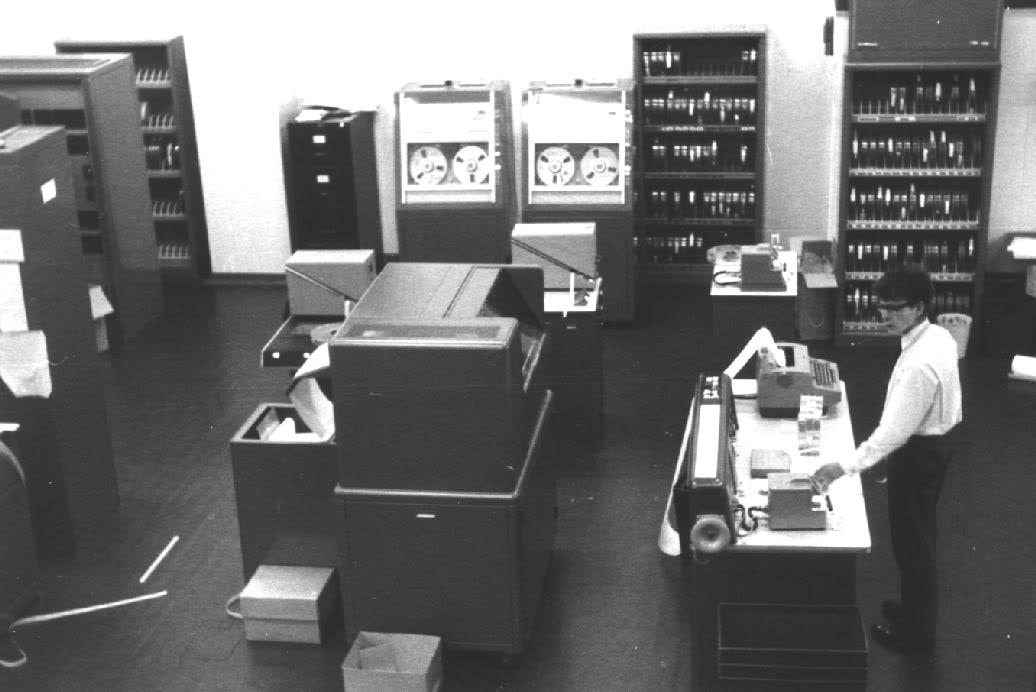
Ordinateur Titan, 1965.

Titan était le prototype de l'ordinateur Atlas 2 développé par Ferranti et le laboratoire mathématique de l'université de Cambridge.
Son étude commença en 1963 ; il fut opérationnel de 1964 à 1973. Titan diffère de son confrère Atlas car il possède une vraie mémoire cache principale au lieu d'une mémoire virtuelle.
Sa mémoire était de 128 K sur 48 bits. Il avait plus de mémoire que l'Atlas mais était plus lent. Il avait aussi deux disques durs et plusieurs lecteurs de bandes magnétiques.
Comme son acolyte, il utilisait des transistors au germanium. Il avait la réputation d'être techniquement très avancé mais présentait beaucoup de failles. Plusieurs anomalies furent découvertes bien plus tard après sa sortie.
Titan fut l'ordinateur sur lequel Peter Swinnerton-Dyer développa le système d'exploitation appelé Titan Supervisor, système multi-utilisateur à temps partagé.
Un deuxième Atlas 2 fut construit aussi à Cambridge et installé au centre de conception assisté par ordinateur AVEVA à Madingley Road (en). Cette machine fut finalement éteinte le 21 décembre 1976.
Un troisième Atlas 2 fut commandé par l'établissement des armes atomiques en Grande-Bretagne à Aldermaston. Il remplaça l'IBM 7030 (plus rapide mais plus cher) qui avait été commercialisé par IBM.